# Polygala tamariscea
Polygala tamariscea är en jungfrulinsväxtart som beskrevs av Carl Friedrich Philipp von Martius och Alfred William Bennett. Polygala tamariscea ingår i släktet jungfrulinssläktet, och familjen jungfrulinsväxter. Inga underarter finns listade i Catalogue of Life.